# Semiothisa oleochroa
Semiothisa oleochroa là một loài bướm đêm trong họ Geometridae.